# Andrônico Ducas (filho de Constantino X)
Andrônico Ducas (português brasileiro) ou Andrónico Ducas (português europeu) (em grego: Ἀνδρόνικος Δούκας; romaniz.: Andronikos Doukas) era o terceiro filho do imperador bizantino Constantino X Ducas (r. 1059–1067) e irmão mais novo do imperador Miguel VII Ducas (r. 1071–1078). Ao contrário de seus irmãos, Andrônico não foi nomeado co-imperador pelo pai, uma honra que só conseguiu durante o reinado de Romano IV Diógenes (r. 1068–1071). Para além disso, sua história é relativamente insignificante e seu envolvimento nos assuntos de estado foi mínimo.

## Biografia
Andrônico nasceu por volta de 1057, terceiro filho de Constantino X com Eudócia Macrembolitissa. Estudou com Miguel Pselo e diversas obras sobreviventes foram, na realidade, compiladas por importantes acadêmicos justamente para ajudá-lo em seus estudos: um tratado sobre geometria, de Pselo, e dois ensaios filosóficos por João Ítalo são exemplos. Pselo também compilou uma monódia laudatória sobre Andrônico quando ele morreu.
Ao contrário de seus dois irmãos ainda vivos (o mais velho, futuro imperador Miguel, e o caçula, Constâncio Ducas, que era um porfirogênito), Andrônico não foi elevado pelo pai para a posição de coimperador. Assim, ao contrário deles, não participou da breve regência de Eudócia que se seguiu à morte de Constantino em 1068. Foi apenas Romano IV Diógenes, que se casou com Eudócia e sucedeu a Constantino, que o elevou à posição de co-imperador, possivelmente à pedido de Eudócia, mas também por motivos políticos: a grande quantidade de co-imperadores, uma lista que logo incluiria também os dois filhos de Eudócia com Romano, enfraqueceu a posição dos filhos de Constantino em prol dos filhos do próprio Romano. Além disso, durante suas ausências de Constantinopla liderando campanhas no oriente depois de sua ascensão, Romano tinha por hábito levar Andrônico junto, quase como um refém.
Durante o reinado de seu irmão mais velho, Miguel VII, Andrônico continuou como co-imperador e possivelmente chegou a ser elevado acima de Constâncio em precedência na corte. Curiosamente, apesar da aparente falta de habilidade e da evidente função decorativa de seu posto, Andrônico é geralmente incluído em algumas listas posteriores de imperadores bizantinos entre Romano e Miguel VII. Não se sabe quando ele morreu: D. Polemis acredita que foi depois de 1081, mas Thomas Conley defende 1077, pois Andrônico não foi mencionado durante o ataque à Constantinopla de Nicéforo Botaniates no mesmo ano. Segundo uma monódia de Pselo, Andrônico casou-se com uma mulher de nome desconhecido que morreu logo depois dele. O casal não deixou descendentes.